# Rheinholz

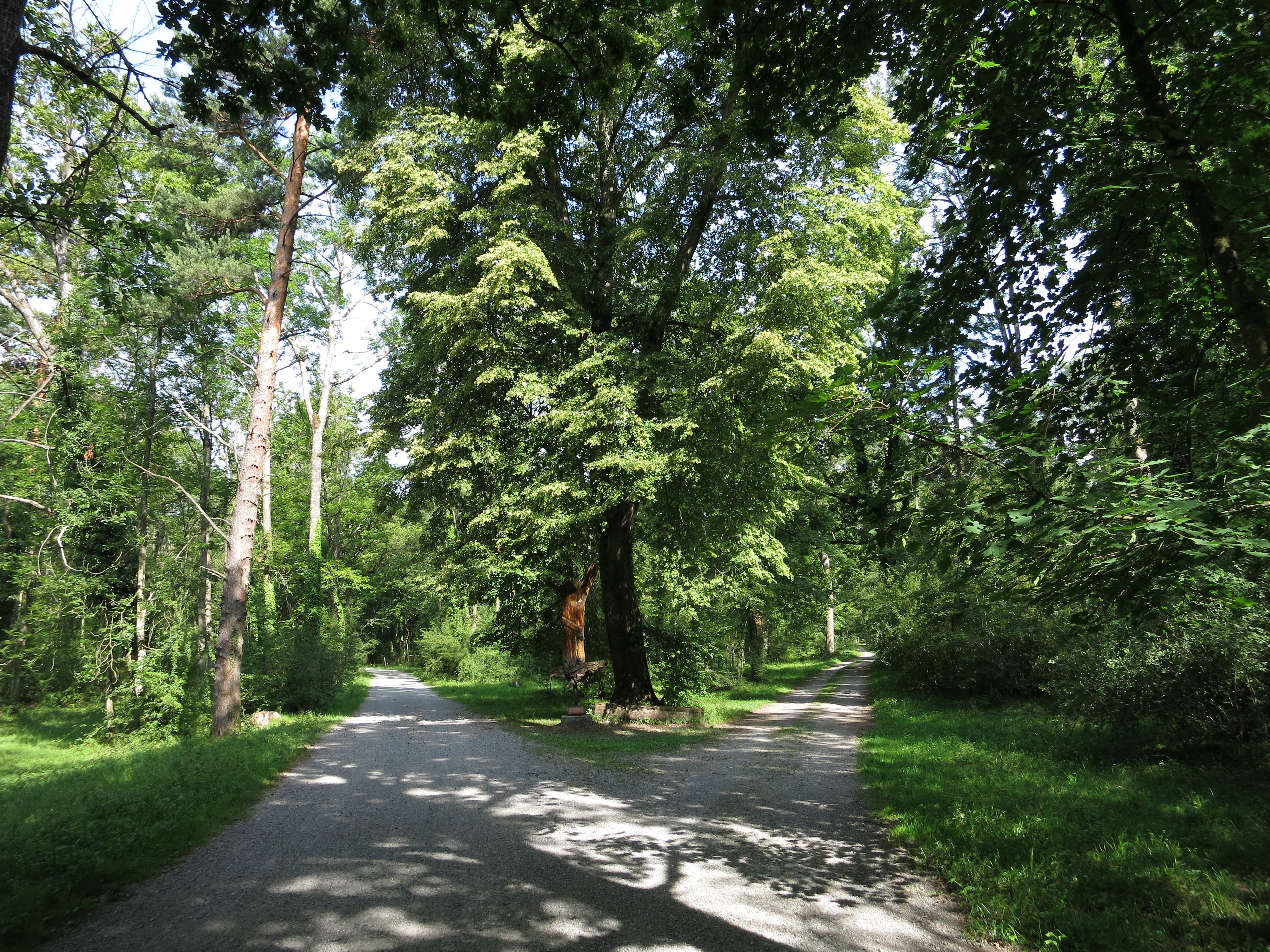
Im Rheinholz

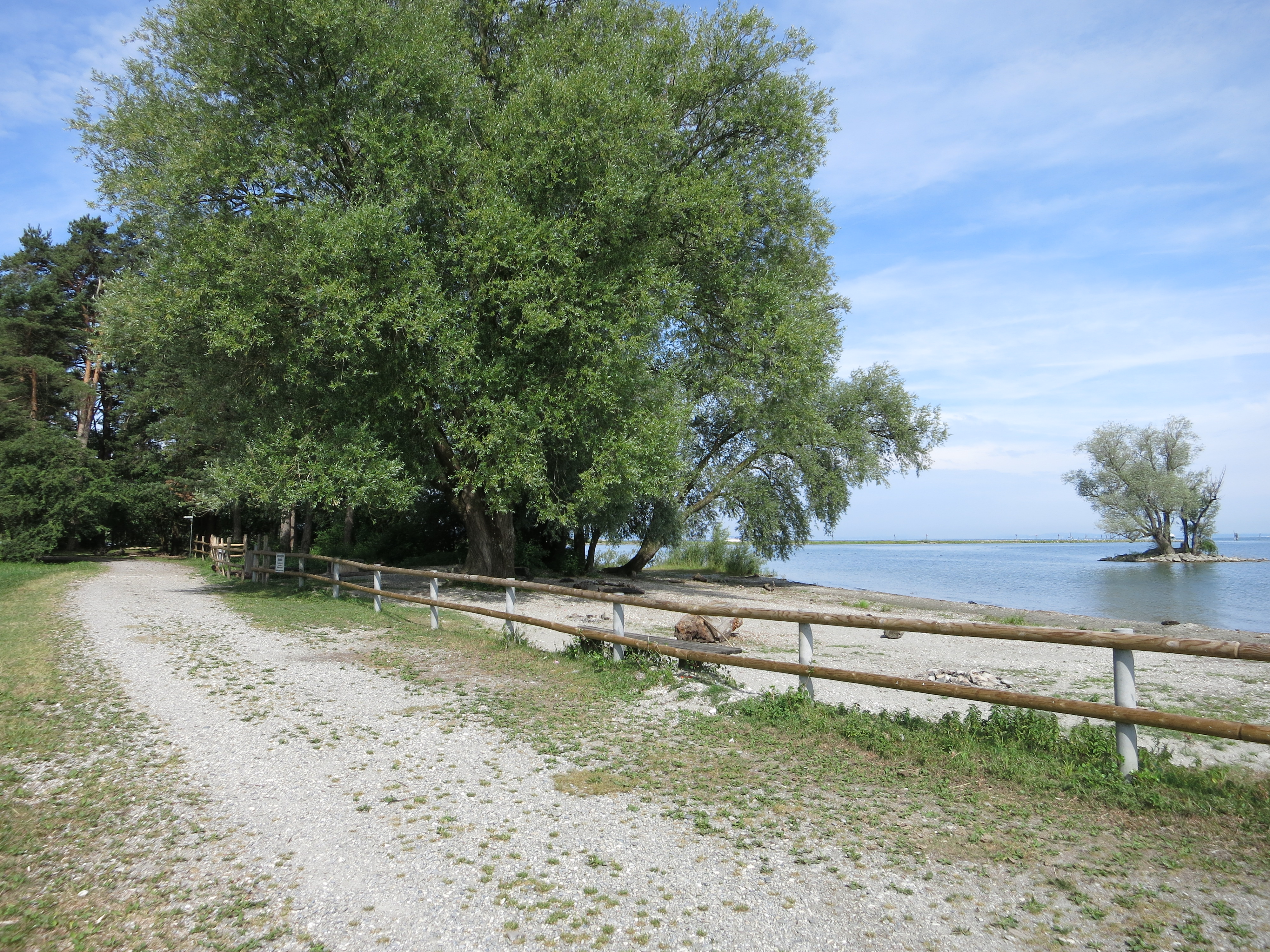
Strand am Rheinspitz

Als Rheinholz wird der Hartholz-Auwald im österreichischen Teil des Rheinspitz bezeichnet.

## Lage
Es bildet den westlichen, entlang des Alten Rheins bis zu seiner Mündung verlaufenden Teil des Vorarlberger Europaschutzgebiets Rheindelta im Gemeindegebiet von Gaißau.
Im Flussbett des Alten Rheins, der das Rheinholz westlich abschließt, befindet sich die Staatsgrenze zwischen  Österreich und der Schweizerischen Eidgenossenschaft. Auf schweizerischer Seite grenzt die Gemeinde Thal an den Fluss. Wenige Meter vom Flussufer und damit vom Rheinholz entfernt befindet sich im Gemeindegebiet von Thal der Flugplatz St. Gallen-Altenrhein.

## Ökologie
Im letzten naturbelassenen Auenwald, der vom Bodensee periodisch überflutet wird, stellen Eschen, Ulmen, Birken, Ahorn, Eichen die vorherrschenden Baumarten dar. Seltene Vögel wie Schleiereule, Nachtreiher, Grauspecht, Kiebitz, Gelbspötter, Kleinspecht oder Pirol ziehen Ornithologen in ihren Bann. Ringelnattern, Gelbbauchunke, Dachs, Urzeitkrebse und zwei Biberfamilien mit Revieren am Alten Rhein und am Gaißauer Seehafen sind unter anderem hier heimisch.
Zum Bodensee hin geht der dichte Waldbestand in ein Steifseggenried (umgangssprachlich Moggenried) mit vereinzeltem Weiden- und Pappelbestand über. Einzigartig ist der Schmetterlingsreichtum des Gebietes (Pappelglucke, Erlenwickler, Zahnspinner, Weidenkahneule, Weidengelbeule Weidenbohrer).

## Landwirtschaft
Vereinzelte Streuwiesen werden nur einmal jährlich im Spätherbst gemäht, um für verträgliches Zusammenspiel zwischen Naturschutz und Nutzung zu sorgen. Jahrhunderte alte Tradition ist die Nutzung des lichten Waldbestandes als Maiensäss-Weide für Kühe, die eine Verbuschung von Lichtungen verhindert und für die Verbreitung des Weißdorns sorgt. Das Rheinholz ist die niedrigstgelegenste Alp Österreichs.

## Tourismus
Das Rheinholz stellt ein beliebtes, autofreies Ausflugs- und Wanderziel dar. Der Strandbereich östlich der alten Rheinmündung mit Grillplätzen und einer kleinen Jausenstation („Rheinholz-Kiosk“) lädt zum Verweilen und Baden ein.

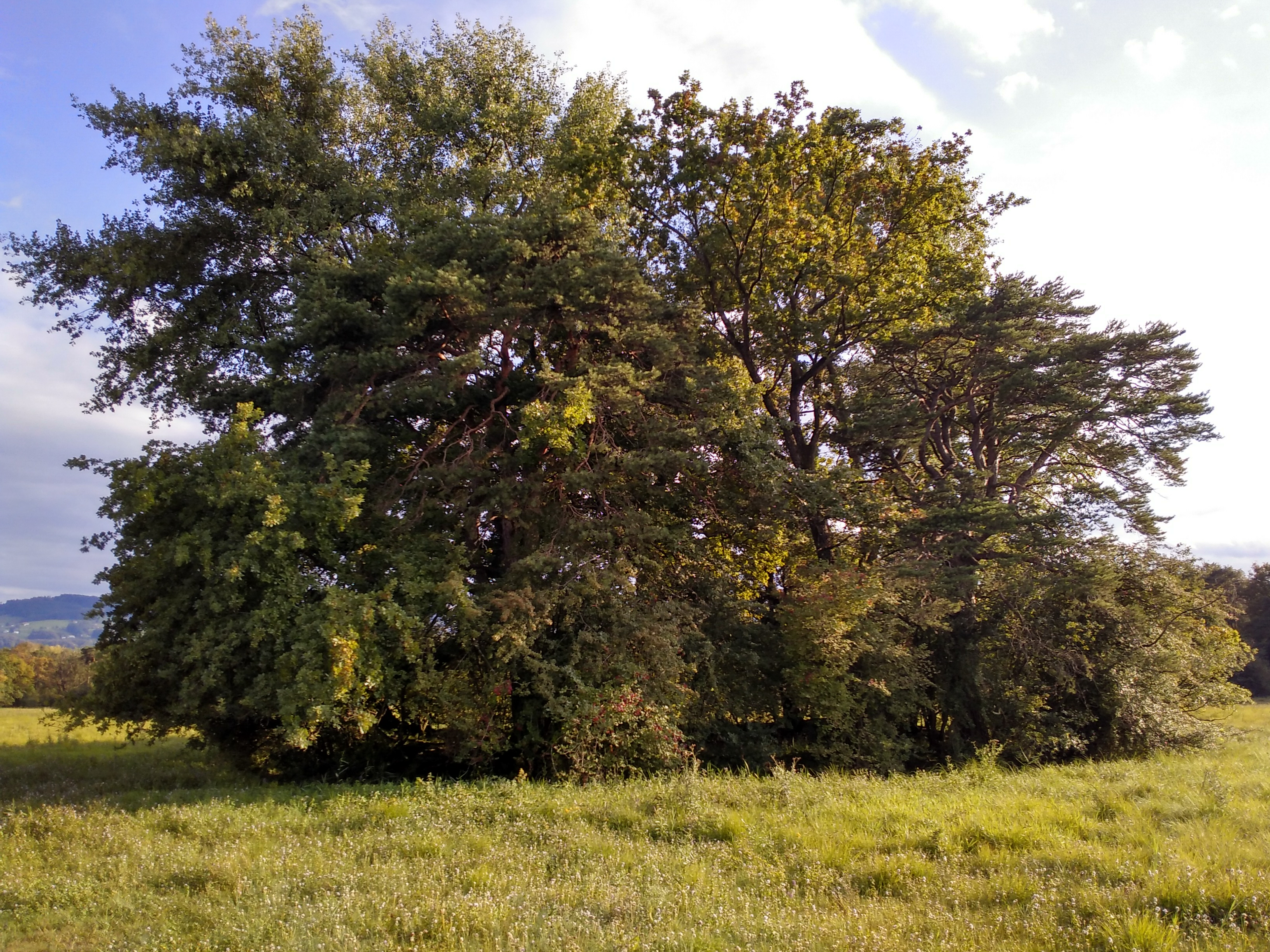
Ringwall im Gaißauer Rheinholz

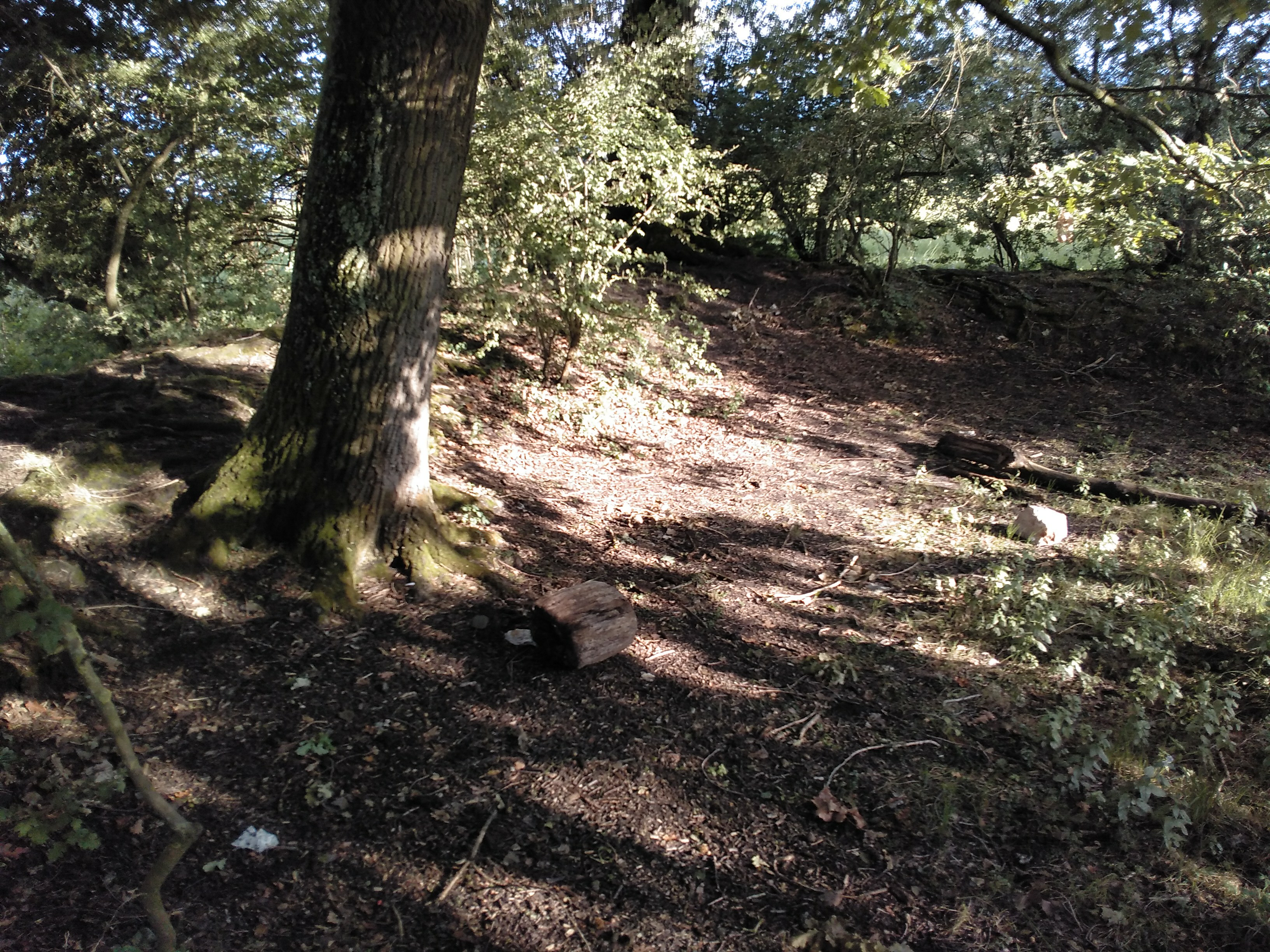
Innenansicht des Ringwalls

## Geschichte
Rund 100 m westlich des Kiosk befinden sich auf freiem Feld die markanten, heute von Bäumen bewachsenen Überreste eines Ringwalls mit rund 20 m Durchmesser, der laut mündlicher Überlieferung auf die Appenzellerkriege zurückgehen dürfte.